# Koenraad III van Karinthië
Koenraad III van Karinthië (overleden in 1061) was van 1056 tot 1061 hertog van Karinthië en markgraaf van Verona. Hij behoorde tot het huis Ezzonen.

## Levensloop
Hij was een zoon van Hezzelin I, graaf in de Zülpichgau. De identiteit van zijn moeder is niet bekend, maar was mogelijk een dochter van hertog Koenraad I van Karinthië. Zijn broer was paltsgraaf Hendrik I van Lotharingen.
In 1055 nam Koenraad III deel aan de rebellie van zijn neef, hertog Koenraad I van Beieren, en hertog Welf van Karinthië tegen keizer Hendrik III. Niettemin kreeg Koenraad III in 1056 na de dood van Hendrik III vergiffenis van diens weduwe Agnes van Poitou, waarna hij het hertogdom Karinthië en het markgraafschap Verona kreeg.
Koenraad slaagde er echter niet in om zijn autoriteit boven de machtige plaatselijke adel uit te bouwen. In 1061 overleed hij, mogelijk zonder ooit Karinthië of Verona bezocht te hebben. Omdat hij ongehuwd en kinderloos was gebleven, gingen Karinthië naar Berthold van Zähringen en Verona naar diens zoon Herman.